# Франклин Лауфрани
Франклин Лауфрани (род. 25 октября 1942, Алжир, Алжир) — президент компании Smiley, владеющей торговой маркой и авторскими правами на изображение и название смайлика во многих странах.

## История
Франклин Лауфрани посвятил более пяти десятилетий журналистике, а также занимал руководящие должности в сфере лицензирования.
Его карьера началась в 1960 году с поста редактора в газете France Soir и копирайтера в рекламном агентстве Masius-Landa. В 1969 году он основал лицензионный отдел во французском издательстве Hachette для лицензирования прав на слона Бабара (создатели Жан и Лоран де Брюнофф) и других персонажей книг этого издательства.
В 1972 году Лауфрани стал первым человеком, который зарегистрировал изображение улыбающегося лица в качестве торговой марки и занялся его популяризацией. Оно использовалось, чтобы выделить в газете France Soir статьи с хорошими новостями. Лауфрани назвал это изображение просто «смайликом» и приступил к лицензированию прав на него через свою компанию Knowledge Management International (KIM).
Затем, в 1973 году, Лауфрани стал председателем правления и управляющим директором компании Junior Productions — лицензионного агента компании Marvel Comics, мультипликационной студии «Ханна-Барбера», комика Ларри Хармона и других крупных американских международных объектов лицензирования, а также появляющихся японских объектов, в числе которых — анимационные сериалы «Грендайзер» (в Японии вышел под названием «Yūfō Robo Gurendaizā»), «Принцесса-рыцарь» (в Японии — «Ribon no Kishi») и многие другие.
В 1977 году Франклин Лауфрани создал компанию Télé-Junior S.A, в которой занимал должность председателя правления и выпускающего директора. В 1978 году стал также выпускающим директором Télé-Parade. В заслугу Лауфрани ставится то, что в это время он предпринял новаторский шаг: стал издавать и распространять журналы, пластинки, аудио- и видеокассеты для повышения узнаваемости своих объектов лицензирования, став первым лицензионным агентом, осуществлявшим поддержку своих объектов лицензирования (Marvel, «Ханна-Барбера», Ларри Хармон) посредством рекламных кампаний в СМИ и печатных изданиях.
В 1980 году Лауфрани был назначен на пост Генерального секретаря S.P.P.S («Syndicat des Publication Périodiques Spécialisées»), а в августе того же года он основал журнал SARL Junior d’aujourd’hui — подразделение Femmes d’Aujourd’hui.
Благодаря росту своей известности в издательской сфере, в 1981 году Лауфрани стал членом административного совета F.N.P.H.P (Fédération Nationale de la Presse Hebdomadaire et Périodique), а впоследствии — членом комиссии по рекламе F.N.P.H.P в 1984 году.
В октябре 1981 он приобретает у Femmes d’aujourd’hui акции SARL Junior d’aujourd’hui, а также оформляет право собственности и право на использование Télé-Junior в своей компании SARL Junior Productions.
На протяжении всего этого времени Франклин Лауфрани продолжал развивать Smiley как объект международного лицензирования, а в 1996 году в Лондоне к работе в Smiley приступил его сын — Николя Лауфрани. Вместе они создали лицензирующую компанию «Smiley», возвращая себе все ранее существовавшие права на товарные знаки, которые Франклин Лауфрани отстаивал на логотип Smiley с 1971 года.

## Создание бренда «смайлик»
В 1971 году редактор ведущей французской газеты France Soir Пьер Лазарефф поставил перед Лауфрани задачу: разработать кампанию, направленную на распространение в обществе положительных эмоций в тот период, когда новости были в основном плохими. Так родилась идея простого логотипа, который использовался бы для выделения хороших новостей.
Логотип был официально зарегистрирован как товарный знак во французском INPI — Национальном институте промышленной собственности — 1 октября 1971 года в классах товаров и услуг 1, 2, 4, 9, 14, 15, 16, 18, 20, 21, 24, 25, 28, 29, 30, 32, 33, 34, 35, 38, 39, 41.
Логотип «смайлик» появился в субботу, 1 января 1972 года, когда французская газета France Soir напечатала позитивный материал Лауфрани под заголовком «Найдите время улыбнуться». Эта публикация стала первым общеизвестным напечатанным и датированным притязанием на право собственности на авторские права на логотип «смайлик».
В скором времени кампания стала набирать обороты, и для смайлика открылись различные возможности лицензирования в самых разных отраслях. Этот объект собственности стал феноменом в сфере мерчандайзинга.
Кампанию по продвижению смайлика подхватили и другие европейские газеты — De Telegraaf, Blick, Lavanguardia.

## Ассоциация SmileyWorld
В 2005 году семья Лауфрани учредила благотворительную организацию The SmileyWorld Association (SWA). Часть прибыли компании было решено направить на спонсирование социальных проектов по всему миру.